# ウチワザメ
ウチワザメ（Platyrhina tangi）は、ウチワザメ科ウチワザメ属のエイの一種。名前にサメとつくが、サメの仲間ではない。北西太平洋に分布する底魚で、全長は通常50 cm。

## 分類
元々は P. sinensis という学名が与えられていたが、2011年に別種であると判明し、記載された。種小名は中国の魚類学者D.tangへの献名。ホロタイプは宮崎県産。背面の棘の配置から、オニノウチワに最も近縁とされている。

## 形態
体は団扇型で、尾部は細く、二基の背鰭と葉形の尾鰭がある。鰓孔は腹面にあり、背面には明るい黄色の棘が体盤の中心に横一列に5つ並び、体の正中線に沿うように尾部まで並ぶ。また背面は細かな棘で覆われている。体色は背面が茶色または灰色で、腹面は白色で、暗色の斑点が入ることもある。全長は通常雄が45.52 cm、雌が55.58 cm。最大で雄は全長68 cm、雌は63.9 cmに達し、70 cmを超える個体もいると考えられている。

## 分布・生態
東京湾以南の太平洋岸、九州沿岸。朝鮮半島西岸、台湾、中国に分布。沿岸部の水深60 m以浅の砂泥底に生息し、小魚や甲殻類を捕食する。卵胎生であり、晩夏から秋にかけて、8 - 11 月に出産する。雄は39.3 cmで成熟し、寿命は5年。雌は42.1 cmで成熟し、寿命は12年。

## 人とのかかわり
定置網などで漁獲されるが、普通食用にはしない。